# Aleksey Fyodorovich Zubov

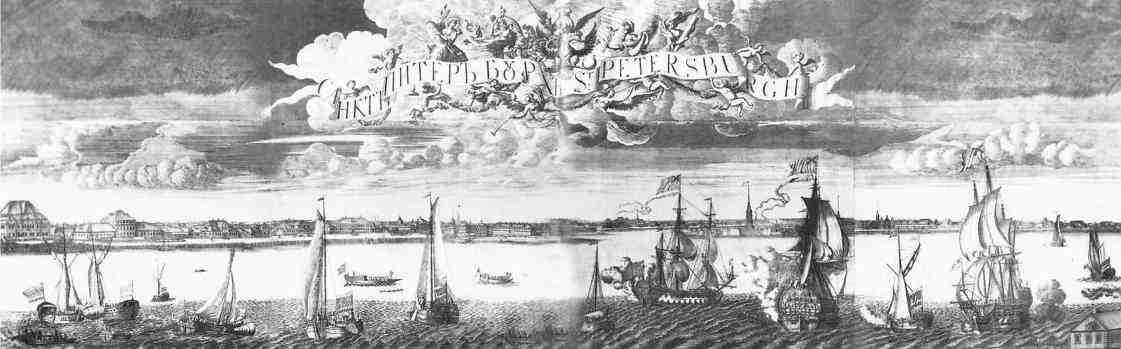
“Toàn cảnh Sankt-Peterburg” của Alexey Zubov, 1716

Alexey Fyodorovich Zubov (tiếng Nga: Алексе́й Фёдорович Зу́бов) (1682 – k.1741) là một thợ khắc acid người Nga.
Zubov và anh trai Ivan được cho học việc với cha của họ, Fyodor Evtikhievich Zubov, ngay từ khi còn nhỏ. Năm 1699, ông được thợ khắc acid người Hà Lan Adrian Schoonebek nhận làm học viên theo lệnh của Pyotr Đại đế.
Những tác phẩm khắc acid của ông về các sự kiện, con người và công trình kỷ niệm quan trọng của nước Nga Sa hoàng đã đem đến cho ông danh tiếng lớn trong cuộc đời. Năm mất của ông không rõ, nhưng được cho là vào hoặc sau năm 1750.